# 頴娃城
頴娃城（えいじょう）は、鹿児島県南九州市頴娃町郡字城内にあった日本の城。鹿児島県の指定史跡文化財に指定されている。

## 沿革
跡指宿と開聞岳の間にある。標高230メートル付近のシラス台地上に構築された。現在も城内（そない）、上城山（かみそやま）、下城山（しもそやま）、高城（たかじょう）などの地名を頴娃城の跡に残している。
この頴娃城郭造年代はあったされ、最初の城主一族は「伴姓頴娃氏」と呼ばれる一族であった。なお、その前に頴娃地区に存在した一族、「平姓頴娃氏」とは別のものである。
この土地を訪問した人、それが日本に滞在していたヨーロッパに伝わることとなり、頴娃城となったと考えられる。
また、江戸時代の「三国名勝図絵」に、7代頴娃久虎の代に5層の天守閣が築かれた、との記録が残っているが、実際の発掘調査では櫓台こそ出土したものの、5層の天守閣跡とみられる遺構はついに発掘されず、実際は存在しなかったと考えられるにいたっている。
八代領主のころ、頴娃氏の手から離れ、廃城となった頴娃城は、直轄支配するにあたって武家屋敷群が整備され、今でも頴娃町郡地区には残されている。その時の武家屋敷の石垣などの遺構が見て取れ、往時の遺構を今に伝えている。

## 主な曲輪
- 本丸（城内で最も南）
- 二の曲輪（本丸の北側）
- 三の曲輪（農道により分断された本丸の一部と考えられる）
- 四の曲輪（三の曲輪の北側）
- 桝形（西の丸）
- 西の丸（四の曲輪の西側）
- 出丸（西の丸付近）

## 主な出土品
- 天目茶碗（美濃製、もしくは唐物）
- 染付茶碗（唐物）
- 白磁（唐物）
- 青磁（唐物）
- 洪武通宝

## 年表
- 1394年（応永1年）：平姓頴娃氏が島津家に滅ぼされる
- 1418年（応永25年）：平姓頴娃氏の分家・小牧氏滅亡
- 1420年（応永27年）：肝付兼正　頴娃、指宿、山川の領主になる
- 応永年間：頴娃城築城始まる
- 1471年（文明3年）：頴娃兼正菩提寺・大通寺を創建
- 1533年（天文2年）：4代領主兼洪指宿の地頭に任命される
- 1546年（天文15年）：ポルトガル人商人・ジョルジ・アルヴァレスが頴娃城と思われる城郭を訪問
- 1554年（天文23年）：6代頴娃兼堅　島津貴久と同盟を結ぶ
- 天正年間：7代頴娃久虎　島津氏と九州各地で共に戦う
- 1587年（天正15年)：久虎　頴娃城を改築
- 1588年（天正16年）：8代　頴娃久音谷山に移される
- 1604年（慶長9年）：島津氏による地頭制度の開始
- 1615年（元和元年）：一国一城令、廃城に